# 中西里菜
中西 里菜（なかにし りな、1988年〈昭和63年〉6月26日 - ）は、日本の元アイドル、元グラビアアイドル。大分県大分市出身。2008年11月まで女性アイドルグループ・AKB48に所属。愛称はりなてぃん。

## 略歴
2005年
- 10月30日、『AKB48オープニングメンバーオーディション』に合格（応募総数7,924名、最終合格者24名）。
- 12月8日、オープニングメンバー候補生のうち20名として、AKB48劇場グランドオープンの舞台に立った（旧チームAに所属）。特に最初期には前田敦子とエース争いをするなど、互いのライバルであった。

2006年
- 10月25日、AKB48として「会いたかった」でデフスターレコーズからメジャーデビュー。

2007年
- 4月、秋元才加、宮澤佐江とAKB48初の派生ユニット「Chocolove from AKB48」を結成。センターを務めた。

2008年
- 10月5日、劇場公演にてAKB48からの卒業を発表。10月11日に開催された『チームA 4th Stage「ただいま恋愛中」リバイバル公演』千秋楽がラストステージとなった。大江朝美、駒谷仁美、戸島花、成田梨紗が同時に卒業を発表している。
- 11月23日に開催された『AKB48 まさか、このコンサートの音源は流出しないよね?』をもって、AKB48を卒業。

2009年
- 3月、office48からアイ・クリエイトの芸能部門に移籍。
- 6月、アイプロダクションに移籍。8月にプラチカに業務委託後、10月に移籍し、グラビアアイドルとして活動を開始する[1]。

2010年
- 6月6日、芸能活動を休止し地元の大分へ帰郷すると発表した[2]。
- 8月27日、同日発売の作品（アリスJAPAN専属契約）で「やまぐちりこ」の名義でAVデビュー[3][4]。

2012年
- 11月11日に結婚[5][6]。

2013年
- 2月10日に出産[5][6]。
- 6月13日 - ブログにて既に結婚していることを公表[7][8]。

2016年
- 4月8日、AKB48劇場にて行われた「高橋みなみ卒業特別公演 〜10年の軌跡〜」を観覧。公演は未出演だが、夏まゆみや1期生と共に記念撮影に参加しており、夏のブログに写真が掲載された[9]。

## 人物
- キャッチフレーズは「大分県出身、片えくぼチャームポイントちなみに得意料理はあったか～いお味噌汁」。趣味は料理であり、クッキーや唐揚げをメンバーに振る舞っていた[10]。
- AKB48の1期生の一人であり、在籍時代には小嶋陽菜や大島麻衣と並びエース級で活躍していた。クリスタルボイスと称された歌唱力にも定評があり、インディーズデビュー曲「桜の花びらたち」からメジャー5thシングル「僕の太陽」までのすべてのシングル曲において選抜メンバーに選ばれている。持病が悪化したことなどから6th「夕陽を見ているか?」以降は選抜入りすることは減ったものの、2008年には配信限定シングル「Baby! Baby! Baby!」にて久々に選抜復帰を果たした。
- 松村香織[11]や佐藤亜美菜[12]が尊敬するメンバーとして中西を挙げている。
- 中西は芸能活動に専念するため高校を中退し、上京した。高校の後輩には、小野晴香と矢方美紀がいた。
- 大江朝美と仲が良く、二人で「さくらんぼ姉妹」を結成した。また、「ソウルメイト」とも呼べる間柄であったという高橋みなみには、2012年2月に高橋宛にブログを公開している[13]。
- 妹が一人いる。

## AKB48在籍時の参加曲

### シングルCD曲
- 桜の花びらたち
  - Dear my teacher -「チームA」名義
- スカート、ひらり
  - 青空のそばにいて - 「チームA」名義
- 会いたかった
  - だけど… - 「チームA」名義
- 制服が邪魔をする
- 軽蔑していた愛情
  - 涙売りの少女
- BINGO!
  - Only today - 「チームA」名義
- 僕の太陽
  - 未来の果実
- 「夕陽を見ているか?」に収録
  - ビバ! ハリケーン - 「ひまわり組」名義
  - 夕陽を見ているか? （ひまわり2.0Mix）
- 「ロマンス、イラネ」に収録
  - ロマンス、イラネ （ひまわり 2nd 2.1Mix）
- Baby! Baby! Baby!
- 「大声ダイヤモンド」に収録
  - 大声ダイヤモンド （Team A ver.）
  - 109（マルキュー） - 「チームA」名義

### 劇場公演ユニット曲
チームA 1st Stage「PARTYが始まるよ」公演
- クラスメイト（1st UNIT）
- スカート、ひらり（2nd UNIT）

 チームA 2nd Stage「会いたかった」公演
- 嘆きのフィギュア
- ガラスの I LOVE YOU
- 背中から抱きしめて
- リオの革命

 チームA 3rd Stage「誰かのために」公演
- 蜃気楼

 チームA 4th Stage「ただいま恋愛中」公演
- 帰郷

 ひまわり組 1st Stage「僕の太陽」公演
- 僕とジュリエットとジェットコースター

### その他参加ユニット曲
- Chocolove from AKB48

1. 明日は明日の君が生まれる
2. メールの涙

## 作品

### 映像作品
- 中西里菜 FIRST DVD 〜AKB48 Graduation〜 （2009年、グラッソ）

## 出演

### テレビ
- 三竹占い しがらみコーナー（2006年4月・6月 - 8月、テレビ朝日）
- 一期一会 キミにききたい!（2006年5月12日、NHK教育）
- 電車男DELUXE 最後の聖戦（2006年9月23日、フジテレビ）
- 筑紫哲也 NEWS23金曜深夜便（2007年4月6日、TBS）
- すくいず! 電脳ヒルズ（2007年5月30日・6月6日、テレビ朝日）
- 輝け★アプリの星（2007年11月10日 - 2008年2月9日、仙台放送）
- AKB0じ59ふん!（2008年6月30日 - 9月22日、日本テレビ）
- 夏Sacas'08 赤坂プレミア屋台村!売上No.1決定戦!!（2008年7月20日、TBS）
- AKB48ネ申テレビ（2008年10月12日、ファミリー劇場）
- AKBINGO!（2008年12月10日、日本テレビ）

### ラジオ
- カウントダウン・ジャパン（2006年4月8日・5月27日・6月10日・6月24日・8月5日・9月9日・2007年7月21日、TOKYO FM）
- AKB48のよんぱちアフター（2006年4月21日・5月12日、TOKYO FM）
- AKIBA青春物語 featuring AKB48（2006年9月18日、bayfm）
- Good morning garage 「AKB48 with GMG48」（2006年10月30日、InterFM）
- AKB48 明日までもうちょっと。（2008年5月12日、文化放送）

### CM
- NTTドコモ テレビ電話×AKB48 「振り付け」編など（2006年）

### イベント
- 日本最大級海の家×TBS in Yuigahama 2008（2008年7月23日、鎌倉市 由比ヶ浜公園）
- 京都造形芸術大学 オープンキャンパス（2008年8月3日）

## 書籍

### 写真集
- AKB48 Graduation（2009年3月、彩文館出版、撮影：可児保彦）ISBN 978-4775603802